# Michelin
Het Franse concern Michelin is een van de grootste bandenproducenten ter wereld.

## Activiteiten
Het bedrijf produceert ruim 170 miljoen banden per jaar en heeft circa 132.000 mensen in dienst (van wie ongeveer de helft in Europa). Het maakt banden voor personen- en vrachtwagens, maar ook voor speciale voertuigen voor de land- en mijnbouw en vliegtuigen. Banden voor personenwagens en bestelvoertuigen maken ongeveer de helft van de omzet uit en banden voor vrachtwagens ongeveer een kwart. De omzet is redelijk gelijkmatig verdeeld over de drie belangrijkste regio's, Noord-Amerika inclusief Mexico, Europa en de rest van de wereld. Het omzetaandeel van Frankrijk was iets minder dan 10% in 2023. Michelin levert direct aan de automobielfabrikanten, maar het grootste deel van de verkopen wordt behaald in de vervangingsmarkt.
Opmerkelijk voor zo'n grote onderneming is dat het moederbedrijf geen naamloze vennootschap is, maar een commanditaire vennootschap op aandelen (Franse afkorting SCA), wat betekent dat de aandeelhouders geen rechtstreekse inspraak hebben in het bestuur van de maatschappij, dat volledig gecontroleerd wordt door de familie Michelin.
Michelin is de moedermaatschappij van het autobandenbedrijf Euromaster. Euromaster heeft het grootste netwerk van bandenservicebedrijven in Europa met ongeveer 2300 vestigingen in 17 landen en deze verkopen zo'n 13 miljoen banden per jaar.
In 2018 was Michelin de op een na grootste bandenfabrikant ter wereld met omzet US$ 26 miljard. Alleen Bridgestone was groter met een omzet van US$ 28 miljard en stond Goodyear op de derde plaats (US$ 15 miljard). In 2022 had het een wereldwijd marktaandeel van 15,1%, een fractie meer dan Bridgestone die op 14,2% uitkwam en ver voor Goodyear waarvan het aandeel op 9,6% bleef steken.

## Geschiedenis
Het familiebedrijf is in 1889 opgericht door de broers André en Édouard Michelin. Tussen 1934 en 1976 was Michelin eigenaar van automobielfabrikant Citroën.
Michelin heeft diverse "eerste" mijlpalen bereikt:
- 1891: De eerste verwisselbare fietsband
- 1894: De eerste rubberen band voor koetsen (paardentractie)
- 1895: De eerste rubberen band voor auto's
- 1926: Comfort band voor vrachtwagens (gewichtsklasse 33 ton)
- 1929: Eerste trein met rubberen banden (Micheline)
- 1938: Banden versterkt met metaal roosters.

Michelin heeft in samenwerking met Renault, een van de grootste partners van het concern, de metro op luchtbanden ontwikkeld. In 1951 werd in Parijs een proeftraject gebouwd en in 1956 was de Parijse lijn 11 de eerste metrolijn met voertuigen op banden.
In 1989 maakte Michelin de overname bekend van Uniroyal Goodrich. De laatste was de op een na grootste bandenfabrikant van de Verenigde Staten na Goodyear. Michelin betaalde zo’n US$ 0,7 miljard aan de aandeelhouders en nam bestaande schulden over ter waarde van US$ 0,8 miljard. Met de overname verstevigde Michelin de positie op de Amerikaanse vervangingsbandenmarkt. Uniroyal Goodrich was het resultaat van een fusie in 1988 van de bandenactiviteiten van BF Goodrich Company en Uniroyal Inc. Met de overname kreeg Michelin er zo’n 11.000 medewerkers en ruim US$ 2 miljard aan omzet bij.
Op 26 mei 2006 verdronk de topman van het concern Édouard Michelin jr. voor de kust van Bretagne. De 42-jarige kleinzoon van een van de oprichters was op zee aan het vissen en verdronk vanwege een schipbreuk. Michel Rollier nam de positie van Édouard Michelin over.

## Mascotte

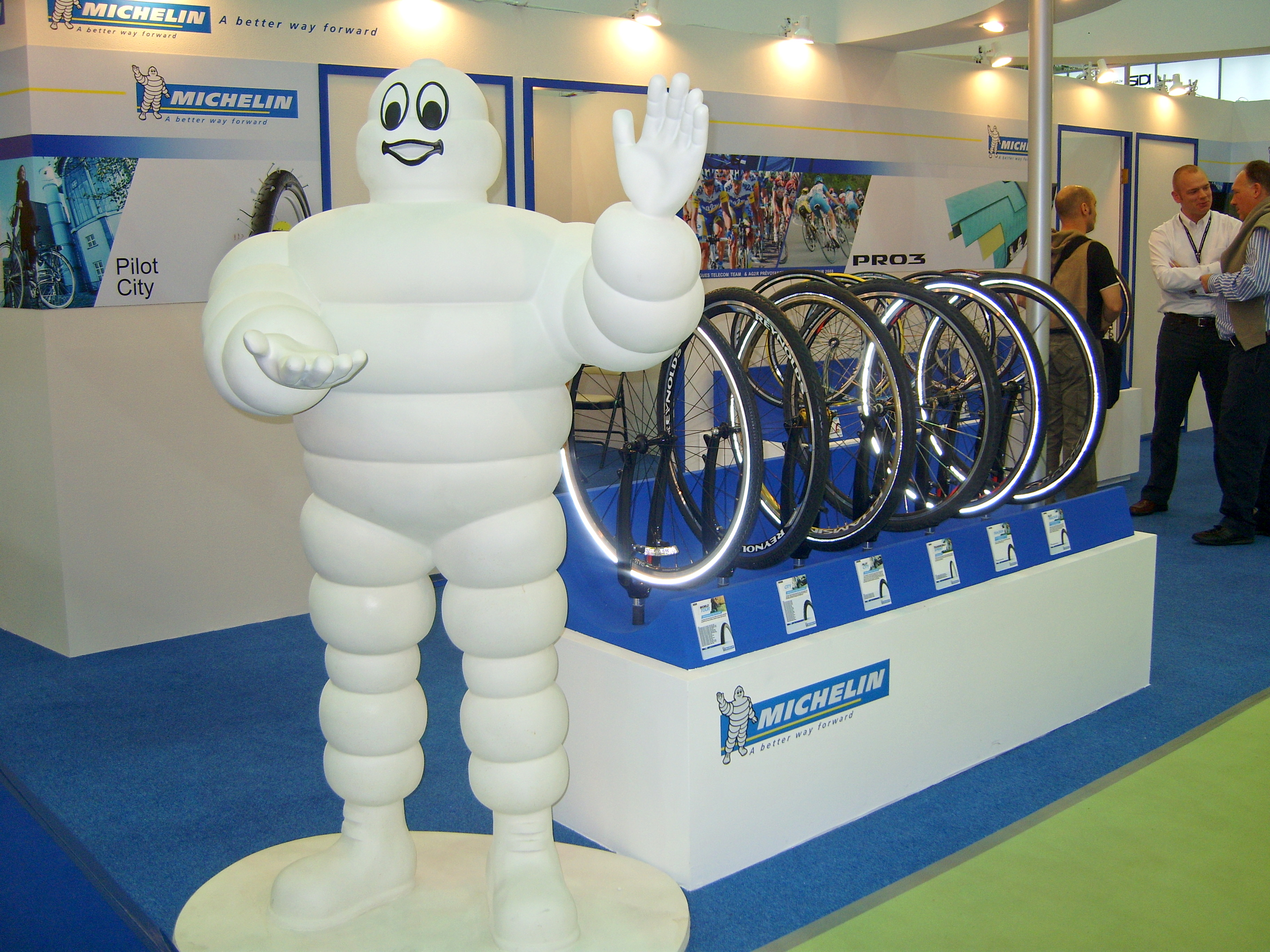
Bibendum prijst fietsbanden aan

De mascotte van Michelin is het Michelinmannetje, dat uit autobanden (voorheen uit fietsbanden) is samengesteld. Zijn naam is Bibendum. Hij wordt in verschillende poses op de publicaties van Michelin afgebeeld, bijvoorbeeld op de wegenkaart in het lege blauwe vlak dat de zee voorstelt, varend in een bootje.

## Kaarten en gidsen

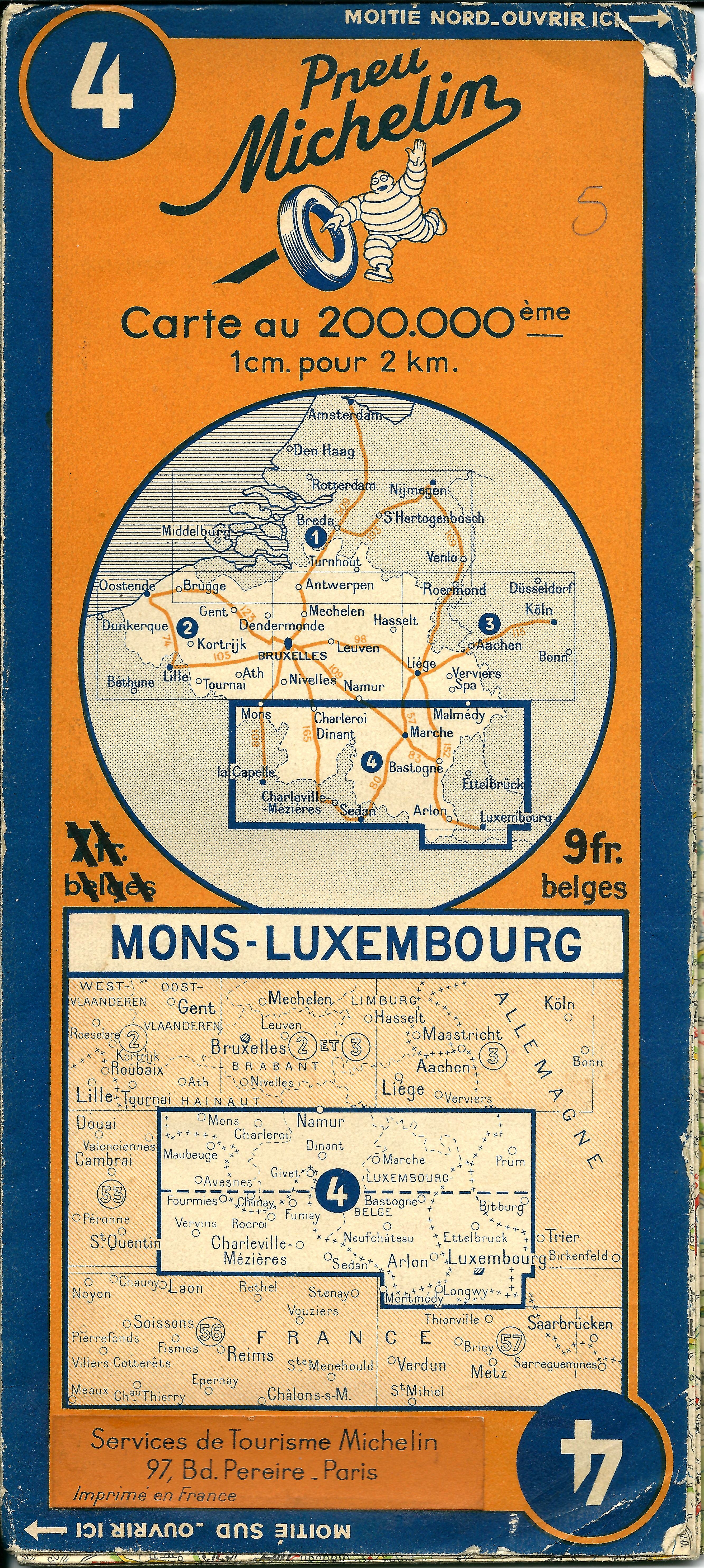
Kaart nr 4 van 1940

Michelin geeft sinds 1900 reisgidsen uit en produceert sinds 1910 wegenkaarten, in de eerste plaats van Frankrijk, maar op den duur van het grootste deel van Europa en zelfs landen daarbuiten. De kaarten en gidsen dienden oorspronkelijk voor de promotie van de Michelinbanden. Ze moesten het autotoerisme aanmoedigen, wat weer gunstig was voor de verkoop van banden. Al snel werd de redactie van de kaarten en gidsen volledig onafhankelijk van de handel in banden.
De kaarten (vooral de gedetailleerdere kaarten met een schaal van 1/200 000 zijn populair) dienden als voorbeeld voor markt in wegenkaarten.
De sinds 1904 jaarlijks verschijnende Rode Gidsen bevatten een selectie van hotels en restaurants. Ze zijn vooral bekend door de – een tot drie – "sterren" die aan sommige restaurants met een uitstekende keuken worden verleend en die voor het betrokken restaurant een grote reclame betekenen (zie: Michelinster). Michelin laat circa veertigduizend restaurants in Europa keuren door zeventig inspecteurs die de hotels en restaurants anoniem bezoeken. Toch geldt de Rode Gids niet als gastronomische gids. De nadruk ligt op praktische informatie voor reizigers (prijzen, comfort, bereikbaarheid, aangenaam verblijf). De "sterren" zijn slechts voorbehouden aan een kleine minderheid van de vermelde hotels en restaurants, hoewel vermelding in de gids geldt als een bepaalde garantie voor kwaliteit.
Daarnaast zijn er de Groene Gidsen, die toeristische informatie geven. Ook hier worden de toeristische bezienswaardigheden met een tot drie sterren aangeduid, in de vorm van echte sterren, in tegenstelling tot de Michelinster in de Rode Gids die meer een soort bloem is.
Gedurende enkele jaren bracht Michelin onder de merknaam ViaMichelin gps-autonavigatiesystemen in de handel, die naast navigatie ook een groot deel van de inhoud van de Rode en Groene gidsen bevatte. Begin 2008 is deze activiteit gestopt.